# Оборонний храм
Оборо́нний храм або храм-форте́ця — церква або костел, пристосовані до короткочасної чи довгострокової оборони за допомогою введення в архітектуру сакральної будівлі низки фортифікаційних елементів: фланкуючих веж, бійниць, машикуль по периметру споруди, брами з герсою.

## Польща
Рідко збереженим прикладом фортечної церкви, яка використовувалась в оборонних цілях, є церква святого Андрія в Кракові, одна з найстаріших і найкраще збережених романських будівель в Польщі. Розташований за адресою вулиця Гродзька, побудований середньовічним польським державним діячем Палатином Сієчем у 1079–1098 роках. Церква Св. Андрія був єдиною романською церквою в Кракові, яка витримала монгольський напад 1241 року. У нижній частині ширшої частини її фасаду розташовані невеликі отвори, які служили оборонними вікнами під час військової облоги. У Супраслі зберігся зразок готичного оборонного православного храму.

## Білорусь
Хоча на землях Білорусі існувала велика кількість укріплених церков у різних стилях, до останнього часу збереглися лише частина. Найбільш відомими є християнські православні церкви в Мурованка і  Синковічи, а також католицькі укріплені церкви в Камаї та Ішкольді. Крім християнських церков, у Білорусі також є руїни декількох синагог, з яких найпомітнішою є головна синагога в Бихов. У ВКЛ оборонні храми були найбільш поширені у  пізньоготичний період, коли було вироблено своєрідний тип готичного оборонного православного храму (Синковічи). У часи бароко храмам надавали оборонних рис у контексті організації оборони міста (Домініканський костел у Мінську).

## Україна
Особливе місце в багатій сакральній спадщині України займають муровані оборонні храми. Церкви-твердині, які збереглися до наших днів, дають можливість відтворити рівень розвитку духовності і культури українського народу XIV–XVII ст., вивчити будівельні та архітектурно-мистецькі традиції. Для цих храмів були характерні масивні стіни із контрфорсами з високо розміщеними невеликими вікнами та бійницями. Захист церков-твердинь забезпечували бійниці, бойові галереї у верхній частині нави й апсиди та вежі-дзвіниці.Серед храмів з вираженими фортифікаційними рисами можна виокремити: храми з оборонною функцією, монастирські церкви-твердині, замкові церкви.
В Україні збереглось декілька оборонних православних церков та монастирів (Межирічи та інші), наявні обороні костели (Бібрка, Біще та інші), синагоги-фортеці (Гусятин, Сатанів).

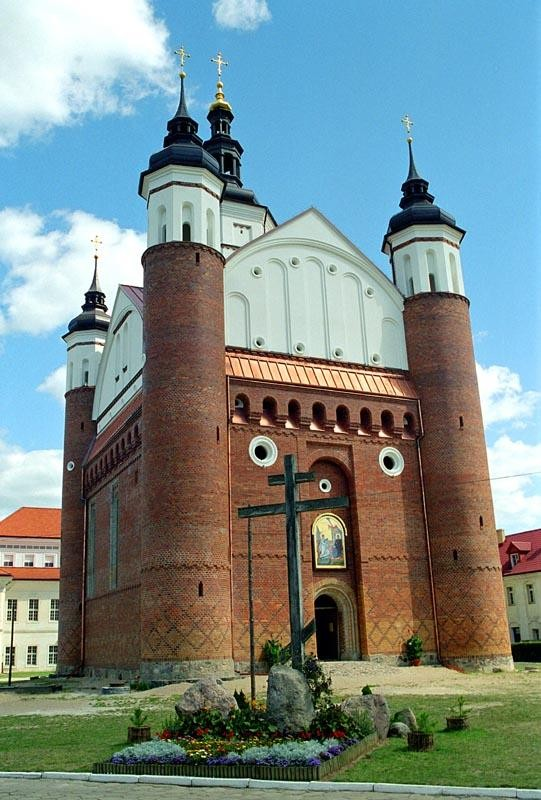
Оборонний храм, Супраслі, Польща
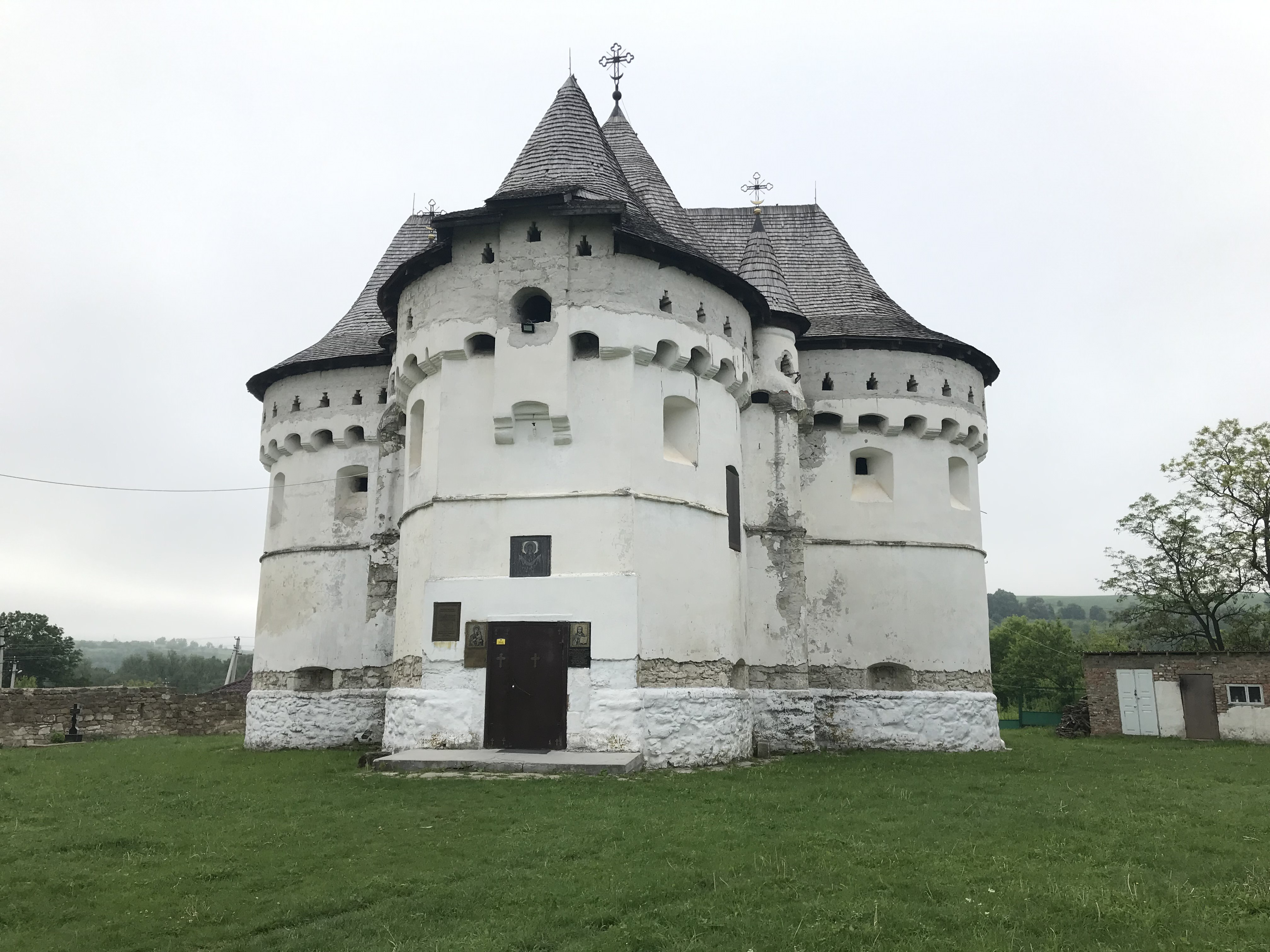
Церква Покрови Пресвятої Богородиці, Сутківці, Україна
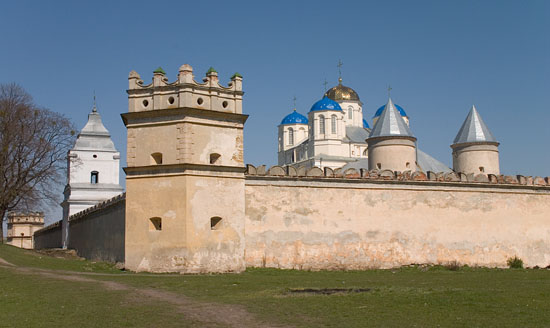
Межиріцький монастир, вигляд з півдня, Межиріч, Рівненський район, Україна
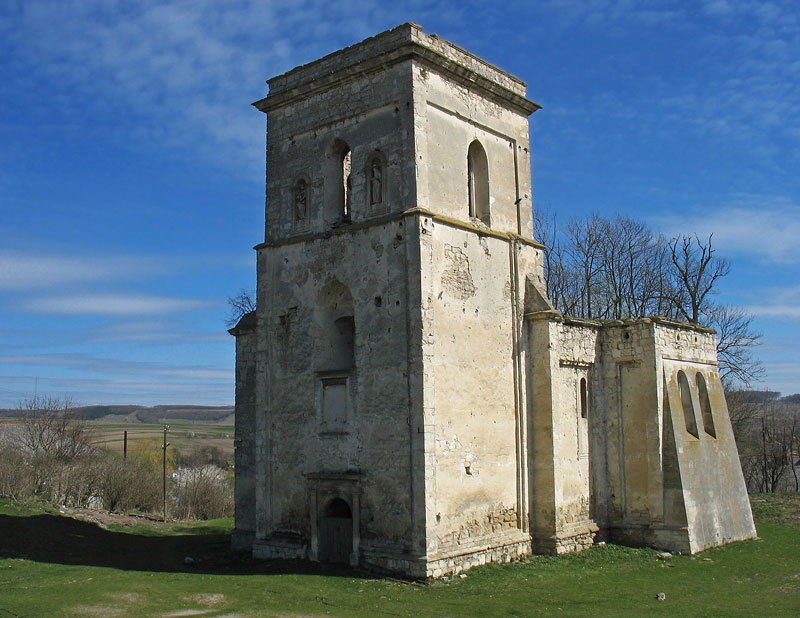
Оборонний костел Внебовзяття Пресвятої Діви Марії, вигляд із півдня, Біще, Україна

## Див.також
- Синагоги-фортеці